# Kristian Marmor
Kristian Marmor (Türi, 27 febbraio 1987) è un ex calciatore estone, di ruolo difensore.

## Carriera
L'inizio della carriera di Marmor è contraddistinto da repentini cambi di maglia, in pochi anni gioca infatti per Lelle, Flora Tallinn, Tervis Pärnu e Warrior Valga, prima di approdare al Levadia Tallinn, per il quale giocherà quasi 70 partite fino al precoce ritiro avvenuto nel 2009, all'età di soli 22 anni.
Dopo aver giocato per varie nazionali giovanili estoni, Kristian Marmor ha anche indossato una volta la casacca della Nazionale estone, in un match amichevole giocato contro il Galles il 27 maggio 2009.
Nel 2011 ha esordito nella nazionale estone di beach soccer, con la quale ha giocato complessivamente 57 partite.